# Aristide (plante)
Aristida
Pour les articles homonymes, voir Aristide.
Genre
Classification phylogénétique
L’Aristide, Aristida, est un genre de plantes herbacées de la famille des Poaceae, sous-famille des Aristidoideae, qui comprend environ 300 espèces des régions arides du monde. Ces plantes se distinguent par la présence de trois arêtes sur la lemme de chaque fleuron.

## Description
Les espèces de ce genre sont souvent pérennes, plus rarement annuelles. Les tiges sont érigées, et présentent parfois, en plus des feuilles basales, des feuilles caulinaires. Le limbe des feuilles peut être plat ou enroulé, et les feuilles basales peuvent être en touffe.
Les inflorescence sont en forme de panicule lâche ou dense (dans ce dernier cas, elles ressemblent à un épi). Chaque épillet ne comporte qu'une seule fleur,. Les glumes des épillets sont étroites et lancéolées, habituellement sans aucune arête, tandis que les lemmes sont coriaces, ornées de trois nervures et munies de trois arêtes insérées près du sommet. Les arêtes peuvent être très longues ; chez Aristida purpurea var. longiseta, elles peuvent même dépasser les 10 centimètres[réf. nécessaire]. Les fleurs contiennent 3 étamines.
Le fruit est un caryopse à péricarpe adhérent. L'embryon représente toujours moins de 50 % de la longueur du caryopse.

## Répartition et habitat
Les espèces de ce genre sont présentes sur tous les continents, en climat tempéré chaud ou tropical sec. Elles poussent sur des sols secs et pauvres, dans des zones arides, mais ne colonisent généralement pas les déserts.

## Espèces
Selon World Checklist of Selected Plant Families (WCSP) (24 janv. 2012) :
- Aristida abnormis Chiov. (1908)
- Aristida achalensis Mez (1921)
- Aristida acuta S.T.Blake (1940)
- Aristida adoensis Hochst. ex A.Rich. (1850)
- Aristida adscensionis L. (1753)
- Aristida aemulans Melderis (1970)
- Aristida aequiglumis Hack. (1895)
- Aristida alpina L.Liou (1987)
- Aristida amazonensis Longhi-Wagner (1994)
- Aristida ambongensis A.Camus (1926)
- Aristida amplexifolia E.A.Sánchez (1975)
- Aristida anaclasta Cope (1984)
- Aristida anisochaeta Clayton (1969)
- Aristida annamensis Henrard (1926)
- Aristida annua B.K.Simon (1984)
- Aristida anthoxanthoides (Domin) Henrard (1926)
- Aristida antoniana Steud. ex Döll (1878)
- Aristida appressa Vasey (1893)
- Aristida arida B.K.Simon (1984)
- Aristida arizonica Vasey (1886)
- Aristida arubensis Henrard (1926)
- Aristida asplundii Henrard (1926)
- Aristida australis B.K.Simon (1984)
- Aristida balansae Henrard (1921)
- Aristida barbicollis Trin. & Rupr. (1842)
- Aristida basiramea Vasey (1884)
- Aristida batangensis Z.X.Tang & H.X.Liu, J. Sichuan Univ. (1992)
- Aristida behriana F.Muell. (1855)
- Aristida benthamii Henrard (1932)
- Aristida beyrichiana Trin. & Rupr. (1842)
- Aristida biglandulosa J.M.Black (1933)
- Aristida bipartita (Nees) Trin. & Rupr. (1842)
- Aristida bissei Catasús (1983)
- Aristida blakei B.K.Simon (1984)
- Aristida boninensis Ohwi & Tuyama (1937)
- Aristida brainii Melderis (1970)
- Aristida brasiliensis Longhi-Wagner (1992)
- Aristida brevissima L.Liou (1987)
- Aristida brevisubulata (Maire) Maire (1941)
- Aristida brittonorum Hitchc. (1924)
- Aristida burbidgeae B.K.Simon (1984)
- Aristida burraensis B.K.Simon (1984)
- Aristida caerulescens Desf. (1798)
- Aristida calcicola Hitchc. & Ekman (1935)
- Aristida californica Thurb. (1880)
- Aristida calycina R.Br. (1810)
- Aristida capillacea Lam. (1791)
- Aristida capillifolia Henrard (1932)
- Aristida caput-medusae Domin (1915)
- Aristida chaetophylla Steud. (1854)
- Aristida chapadensis Trin. (1836)
- Aristida chaseae Hitchc. (1924)
- Aristida chiclayensis Tovar, Publ. Mus. Hist. Nat. "Javier Prado", Ser. B (1984)
- Aristida chinensis Munro (1860)
- Aristida circinalis Lindm., Kongl. Svenska Vetensk. Acad. Handl., n.s. (1900)
- Aristida cognata Trin. & Rupr. (1842)
- Aristida condensata Chapm. (1878)
- Aristida condylifolia Caro (1967)
- Aristida congesta Roem. & Schult. (1817)
- Aristida constricta Longhi-Wagner (1992)
- Aristida contorta F.Muell. (1855)
- Aristida correlliae P.M.McKenzie, Urbatsch & Proctor (1990)
- Aristida culionensis Pilger ex Perkins (1904)
- Aristida cumingiana Trin. & Rupr. (1842)
- Aristida curtifolia Hitchc. (1909)
- Aristida curtissii (Gray) Nash (1901)
- Aristida curvifolia E.Fourn. (1886)
- Aristida cyanantha Steud. (1854)
- Aristida dasydesmis Mez (1921)
- Aristida decaryana A.Camus (1958)
- Aristida denudata Pilg. (1916)
- Aristida desmantha Trin. & Rupr. (1842)
- Aristida dewinteri Giess (1971)
- Aristida dichotoma Michx. (1803)
- Aristida diffusa Trin. (1830)
- Aristida diminuta (Mez) C.E.Hubb. (1949 publ. 1950)
- Aristida divaricata Humb. & Bonpl. ex Willd. (1809)
- Aristida divulsa Andersson (1854)
- Aristida dominii B.K.Simon (1986)
- Aristida echinata Henrard (1932)
- Aristida echinulata Roseng. & Izag. (1967)
- Aristida ecuadoriensis Henrard (1932)
- Aristida effusa Henrard (1926)
- Aristida ekmaniana Henrard (1926)
- Aristida elliptica (Nees) Kunth (1833)
- Aristida eludens Allred & Valdés-Reyna (1995)
- Aristida engleri Mez (1921)
- Aristida erecta Hitchc. (1909)
- Aristida exserta S.T.Blake (1940)
- Aristida fendleriana Steud. (1854)
- Aristida ferrilateris S.M.Phillips (1986)
- Aristida filifolia (Arechav.) Herter (1953)
- Aristida flabellata Caro (1961)
- Aristida flaccida Trin. & Rupr. (1842)
- Aristida floridana (Chapm.) Vasey (1883)
- Aristida forsteri B.K.Simon (1994)
- Aristida fragilis Hitchc. & Ekman (1935)
- Aristida fredscholzii H.Scholz & Kürschner (2000)
- Aristida friesii Hack. ex Henrard (1926)
- Aristida funiculata Trin. & Rupr. (1842)
- Aristida geminiflora E.Fourn. (1886)
- Aristida gibbosa (Nees) Kunth (1833)
- Aristida glabrata (Vasey) Hitchc. (1924)
- Aristida glauca (Nees) Walp. (1849)
- Aristida glaziovii Hack. ex Henrard (1926)
- Aristida gracilipes (Domin) Henrard (1926)
- Aristida granitica B.K.Simon (1984)
- Aristida guayllabambensis Laegaard (1997)
- Aristida gypsophila Beetle (1981)
- Aristida gyrans Chapm. (1878)
- Aristida hackelii Arechav. (1902)
- Aristida hamulosa Henrard (1926)
- Aristida hassleri Hack. (1904)
- Aristida havardii Vasey (1886)
- Aristida helicophylla S.T.Blake (1940)
- Aristida hintonii Hitchc. (1935)
- Aristida hispidula Henrard (1932)
- Aristida hitchcockiana Henrard (1927)
- Aristida holathera Domin (1915)
- Aristida hordeacea Kunth (1831)
- Aristida hubbardiana Schweick. (1938)
- Aristida humidicola S.M.Phillips (2000)
- Aristida hunbertii Bourreil, Adansonia, n.s. (1969)
- Aristida hygrometrica R.Br. (1810)
- Aristida hystricula Edgew., J. Proc. Linn. Soc. (1862)
- Aristida hystrix L.f. (1782)
- Aristida inaequiglumis Domin (1915)
- Aristida ingrata Domin (1915)
- Aristida jaliscana R.Guzmán & V.Jaram. (1982)
- Aristida jaucense Catasús (1984)
- Aristida jerichoensis (Domin) Henrard (1927)
- Aristida jorullensis Kunth (1829)
- Aristida jubata (Arechav.) Herter (1953)
- Aristida junciformis Trin. & Rupr. (1842)
- Aristida kelleri Hack. (1900)
- Aristida kenyensis Henrard (1933)
- Aristida kerstingii Pilg. (1904)
- Aristida kimberleyensis B.K.Simon (1984)
- Aristida kunthiana Trin. & Rupr. (1842)
- Aristida laevigata Hitchc. & Ekman (1935)
- Aristida laevis (Nees) Kunth (1833)
- Aristida lanigera Longhi-Wagner (1994)
- Aristida lanosa Muhl. (1813)
- Aristida latifolia Domin (1915)
- Aristida latzii B.K.Simon (1984)
- Aristida laxa Cav. (1799)
- Aristida lazaridis B.K.Simon (1984)
- Aristida leichhardtiana Domin (1911)
- Aristida leptopoda Benth. (1878)
- Aristida leptura Cope (1992)
- Aristida leucophaea Henrard (1927)
- Aristida liebmannii E.Fourn. (1886)
- Aristida lignosa B.K.Simon (1984)
- Aristida lisowskii Richel (1984)
- Aristida longicollis (Domin) Henrard (1926)
- Aristida longifolia Trin., Mém. Acad. Imp. Sci. St.-Pétersbourg, Sér. 6 (1831)
- Aristida longiseta Steud. (1854)
- Aristida longispica Poir. (1810)
- Aristida longista Steud. (1854)
- Aristida macrantha Hack. (1909)
- Aristida macroclada Henrard (1927)
- Aristida macrophylla Hack., Denkschr. Kaiserl. Akad. Wiss. (1908)
- Aristida mandoniana Henrard (1921)
- Aristida megapotamica Spreng. (1827)
- Aristida mendocina Phil. (1870)
- Aristida meraukensis Henrard (1933)
- Aristida meridionalis Henrard (1927)
- Aristida mexicana Scribn. ex Henrard (1927)
- Aristida migiurtina Chiov. (1928)
- Aristida minutiflora Caro (1961)
- Aristida mohrii Nash (1900)
- Aristida mollissima Pilg. (1907)
- Aristida monticola Henrard (1927)
- Aristida moritzii Henrard (1927)
- Aristida multiramea Hack. (1911)
- Aristida muricata Henrard (1932)
- Aristida murina Cav. (1799)
- Aristida mutabilis Trin. & Rupr. (1842)
- Aristida neglecta León ex Hitchc. (1924)
- Aristida nemorivaga Henrard (1927)
- Aristida nicorae Sulekic (2003)
- Aristida niederleinii Mez (1921)
- Aristida nitidula (Henrard) S.T.Blake (1943)
- Aristida novae-caledoniae Henrard (1927)
- Aristida obscura Henrard (1927)
- Aristida oligantha Michx. (1803)
- Aristida oligospira (Hack.) Henrard (1926)
- Aristida pallens Cav. (1799)
- Aristida palustris (Chapm.) Vasey (1885)
- Aristida pansa Wooton & Stand. (1913)
- Aristida paoliana (Chiov.) Henrard (1927)
- Aristida papuana Veldkamp (1992)
- Aristida parodii Henrard (1927)
- Aristida parvula (Nees) De Winter (1963)
- Aristida patula Chapm. ex Nash (1896)
- Aristida pedroensis Henrard (1932)
- Aristida pendula Longhi-Wagner (1988)
- Aristida pennei Chiov. (1905)
- Aristida perniciosa Domin (1915)
- Aristida personata Henrard (1932)
- Aristida petersonii Allred & Valdés-Reyna (1995)
- Aristida pilgeri Henrard (1927)
- Aristida pilosa Labill. (1824)
- Aristida pinifolia Catasús (1983)
- Aristida pittieri Henrard (1927)
- Aristida platychaeta S.T.Blake (1940)
- Aristida polyclados Domin (1915)
- Aristida portoricensis Pilg. (1903)
- Aristida pradana León (1926)
- Aristida protensa Henrard (1928)
- Aristida pruinosa Domin (1915)
- Aristida psammophila Henrard (1932)
- Aristida pubescens E.A.Sánchez (1975)
- Aristida purpurascens Poir. (1810)
- Aristida purpurea Nutt., Trans. Amer. Philos. Soc., n.s. (1835 publ. 1837)
- Aristida purpusiana Hitchc. (1913)
- Aristida pycnostachya Cope (1992)
- Aristida queenslandica Henrard (1928)
- Aristida ramosa R.Br. (1810)
- Aristida ramosissima Engelm. ex A.Gray, Manual (1867)
- Aristida rauliolii Maire (1934)
- Aristida recta Franch. (1895)
- Aristida recurvata Kunth (1816)
- Aristida redacta Stapf (1892)
- Aristida refracta Griseb. (1866)
- Aristida repens Trin., Mém. Acad. Imp. Sci. St.-Pétersbourg, Sér. 6 (1831)
- Aristida rhiniochloa Hochst. (1855)
- Aristida rhizomophora Swallen (1929)
- Aristida rigida Cav. (1799)
- Aristida riograndensis B.M.A.Severo & I.I.Boldrini (1982)
- Aristida riparia Trin., Mém. Acad. Imp. Sci. Saint-Pétersbourg, Sér. 6, Sci. Math. (1836)
- Aristida rosei Hitchc. (1924)
- Aristida rufescens Steud. (1854)
- Aristida sanctae-luciae Trin. (1826)
- Aristida sandinensis Catasús (1984)
- Aristida sayapensis Caro (1961)
- Aristida scabrescens L.Liou (1987)
- Aristida scabrivalvis Hack. (1906)
- Aristida schebehliensis Henrard (1928)
- Aristida schiedeana Trin. & Rupr. (1842)
- Aristida schultzii Mez (1921)
- Aristida sciuroides Domin (1915)
- Aristida sciurus Stapf (1899)
- Aristida scribneriana Hitchc. (1924)
- Aristida setacea Retz. (1786)
- Aristida setifolia Kunth (1816)
- Aristida sieberiana Trin. (1821)
- Aristida similis Steud. (1854)
- Aristida simpliciflora Chapm. (1878)
- Aristida somalensis Stapf (1907)
- Aristida spanospicula Allred & Valdés-Reyna & Sánchez-Ken (1995)
- Aristida spectabilis Hack. (1895)
- Aristida spegazzinii Arechav. (1895)
- Aristida spiciformis Elliott (1816)
- Aristida spuria Domin (1915)
- Aristida stenophylla Henrard (1928)
- Aristida stenostachya Clayton (1968)
- Aristida stipitata Hack. (1888)
- Aristida stipoides Lam. (1783)
- Aristida stocksii (Hook.f.) Domin (1915)
- Aristida stricta Michx. (1803)
- Aristida strigosa (Henrard) S.T.Blake (1943)
- Aristida subaequans Döll (1878)
- Aristida subspicata Trin. & Rupr. (1842)
- Aristida subulata Henrard (1928)
- Aristida superpendens Domin (1915)
- Aristida suringarii Henrard (1928)
- Aristida takeoi Ohwi (1931)
- Aristida tarapotana Mez (1921)
- Aristida tenuifolia Hitchc. (1935)
- Aristida tenuiseta Cope (1992)
- Aristida tenuissima A.Camus (1932 publ. 1933)
- Aristida teretifolia Arechav. (1902)
- Aristida ternipes Cav. (1799)
- Aristida thompsonii B.K.Simon (1994)
- Aristida torta (Nees) Kunth (1833)
- Aristida trachyantha Henrard (1928)
- Aristida transvaalensis Henrard (1932)
- Aristida tricornis H.Scholz & P.König (1988)
- Aristida triseta Keng (1941)
- Aristida triticoides Henrard (1933)
- Aristida tsangpoensis L.Liou (1987)
- Aristida tuberculosa Nutt. (1818)
- Aristida tuitensis Sánchez-Ken & Dávila (1995)
- Aristida uruguayensis Henrard (1928)
- Aristida utilis F.M.Bailey (1907)
- Aristida vagans Cav. (1799)
- Aristida vaginata Hitchc. (1935)
- Aristida valida Henrard (1928)
- Aristida venesuelae Henrard (1928)
- Aristida venustula Arechav. (1902)
- Aristida vestita Thunb. (1794)
- Aristida vexativa Henrard (1928)
- Aristida vickeryae B.K.Simon (1984)
- Aristida victoriana Sulekic (2003)
- Aristida vilfifolia Henrard (1928)
- Aristida villosa B.L.Rob. & Greenm. (1895)
- Aristida virgata Trin. (1821)
- Aristida warburgii Mez (1921)
- Aristida wildii Melderis (1970)
- Aristida wrightii Nash (1903)